# 拉克沙群島
拉克沙群島，又译拉克代夫群岛，是印度最小的中央直辖区，位于阿拉伯海，喀拉拉邦西边。群島包括12个珊瑚岛，3个珊瑚礁，和很多离海岸200－300千米的小岛。整个群岛陆地面积只有32平方公里。（Lakṣhadvīpa）在梵语里意为“百万岛屿”。

拉克沙群島地圖

群島中11个岛有居民，最大的是首府卡瓦拉蒂岛，其次是阿格蒂岛、米尼科伊岛和阿米尼島。
- 阿格蒂岛：有一个飞机场，从喀拉拉邦的科钦直飞。

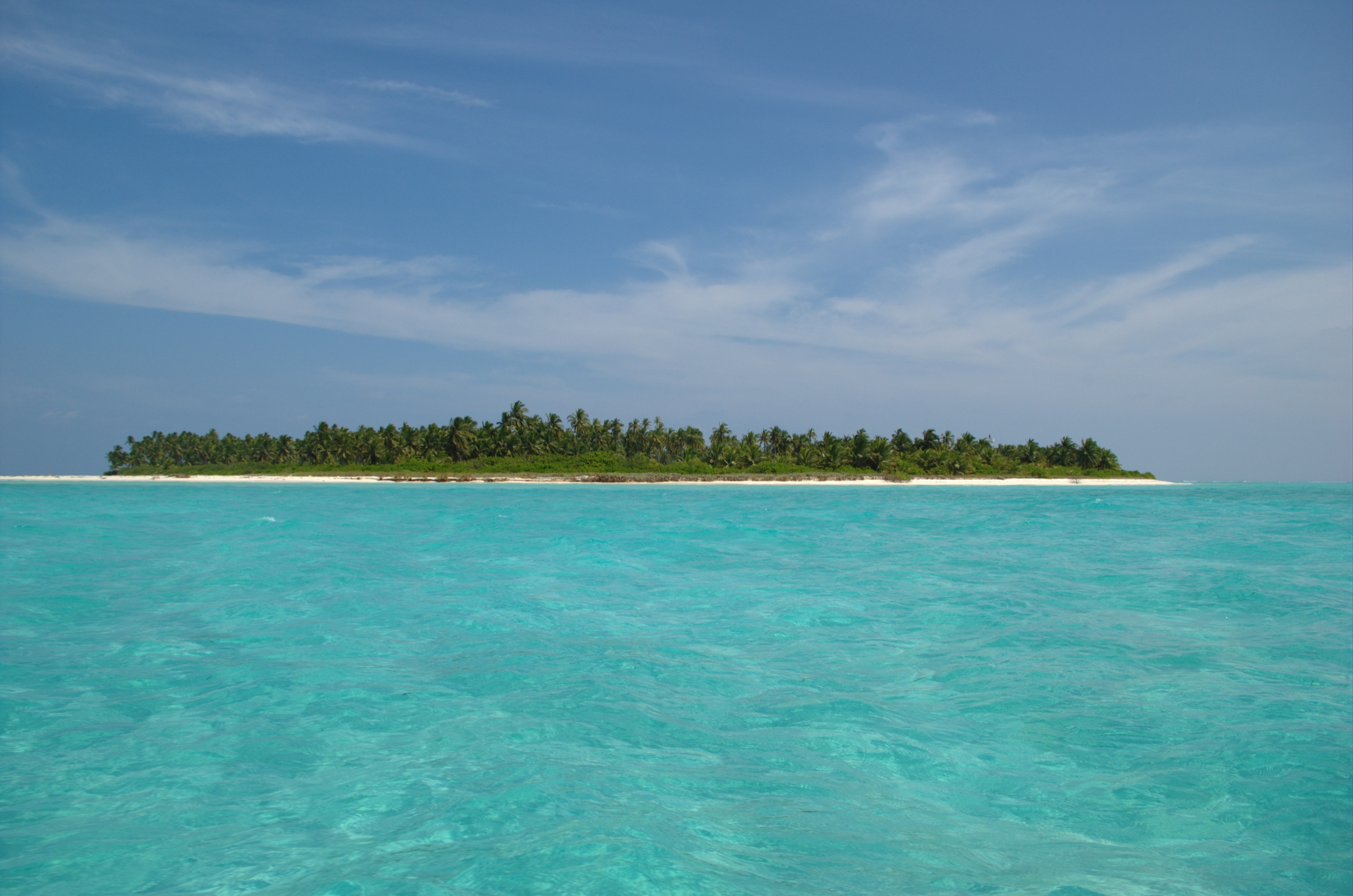
拉克沙群島中一个无人居住的岛屿

- 阿米尼島
- 安德罗特岛
- 格尔贝尼岛
- 卡瓦拉蒂岛
- 米尼科伊岛
- 本加勒姆岛
- 比德拉环礁
- 切特拉特岛
- 小豆蔻岛

游客需要参考政府网站，有些岛不准外国人观光。

## 人口
群島上居民超過9成信奉伊斯蘭教。